# Koo-Vee Tampere
Koo-Vee Tampere je finski hokejski klub iz Tampereja, ki je bil ustanovljen leta 1929. Z enim naslovom finskega državnega prvaka je eden uspešnejših finskih klubov. 

## Lovorike
- Finska liga: 1 (1967/68)

## Upokojene številke
- 10 - Heino Pulli

## Znameniti hokejisti
- Vesa Toskala
- Vladimir Jurzinov
- Jyrki Lumme
- Raimo Helminen
- Risto Jalo
- Ville Nieminen
- Ville Siren
- Juha Alen
- Esa Keskinen